# 김세훈 (유도 선수)
김세훈(金世勳, 1974년 2월 1일 ~ )은 대한민국의 전 유도 선수이다.